# دون لي
دون لي (بالصينية: 李日朗) (و. 1982 – م) هو مغني، وممثل، من جمهورية الصين الشعبية، ولد في هونغ كونغ.